# Качин (штат)
Штат Качин (Jingphaw Mungdan) — найпівнічніший штат (національний округ) М'янми. Межує з Китаєм, бірманським штатом Шан і округом (областю)  Сікайн і з Індією. Знаходиться між широтами 23° 27' і 28° 25' пн.ш., і довготами 96° 0' і 98° 44' східної довготи Адміністративний центр — місто М'їчина. Значним є також місто Бхамо.
Населення — 1 509 351 мешканець. 
Щільність населення — 16,95 чол./км².

## Географія
В Качині знаходиться найвища гора М'янми Кхакаборазі висотою 5881 м, належить до південного краю Гімалаїв. В Качині знаходиться і найбільше озеро М'янми — Індоджі.

## Історія
12 лютого 1947 року уряд Бірми на чолі з Аун Саном досяг Панлонзької угоди з народами територій Шан, Качин і Чин, за якими визначалася повна автономія. В 1948 році була утворена держава Качин на основі округів британської Бірми Бхамо і М'їчина, до яких приєднувався великий північний округ Путао. Проведено було розмежування з шанами і бірманцями. Північний кордон з Китаєм не був визначений, і в 1960-ті роки китайці заявили, що весь штат є китайською територією, посилаючись на історичні зв'язки і видобуток нефриту в XVIII столітті.
Спочатку Качинські війська відігравали важливу роль у формуваннях генерала Не Віна. Але після перевороту 1962 року качини створили свою Армію Незалежності Качину (KIA) під керівництвом Організації Незалежності Качину (KIO). Фактично з середини 1960-х років аж до 1994 року Качин був незалежний по всій території окрім великих міст і залізничного коридору. Економіка країни трималася на контрабандній торгівлі, торгівлі нефритом з Китаєм і виробництві наркотиків — опіуму та марихуани. В 1994 році урядові війська змогли в результаті атаки відбити у KIO родовище нефриту. Після цього було підписано мирну угоду, що дозволяє KIO контролювати більшу частину території штату під егідою бірманських військових. Незважаючи на припинення вогню, деякі угруповання з KIO і KIA не визнали мирної угоди, і ситуація залишилася нестабільною.
Зараз партія KIO вирішила сприяти центральному уряду і брати участь у виборах, вважаючи це кращою альтернативою, ніж нескінченна війна.

## Адміністративний поділ
Штат Качин ділиться на 18 районів:
1. Бхамо (Bhamo)
2. Чипуї (Chipwi)
3. Пхакан (Hpakan)
4. Інянгіянг (Injangyang)
5. Конглангпху (Kawnglanghpu)
6. Мачанбо (Machanbaw)
7. Мансі (Mansi)
8. Мотаунг (Motaung)
9. Могньїн (Mohnyin)
10. Момаук (Momauk)
11. М'їчина (Myitkyina)
12. Ногмунг (Nogmung)
13. Путао (Puta-O)
14. Швегу (Shwegu)
15. Схумпаябум (Sumprabum)
16. Танаї (Tanai)
17. Тсоло (Tsawlaw)
18. Ваїнгмо (Waingmaw)

## Населення
Більшість з півтора мільйона населення складають качини, яких називають також цзінпо. Всього в штаті є 13 етнічних груп, у тому числі — бірманці, раванг, лису, цзайва, лаші, мару, яйвін, лонгво і шани. За офіційною статистикою буддисти складають 57,8 %, християни — 36,4 %. Основною мовою є качинська, писемність якої базується на латинському алфавіті.

## Економіка
Жителі штату зайняті переважно сільським господарством (вирощування рису, цукрової тростини). Ведеться видобуток золота і нефриту.